# Салоний Женевский

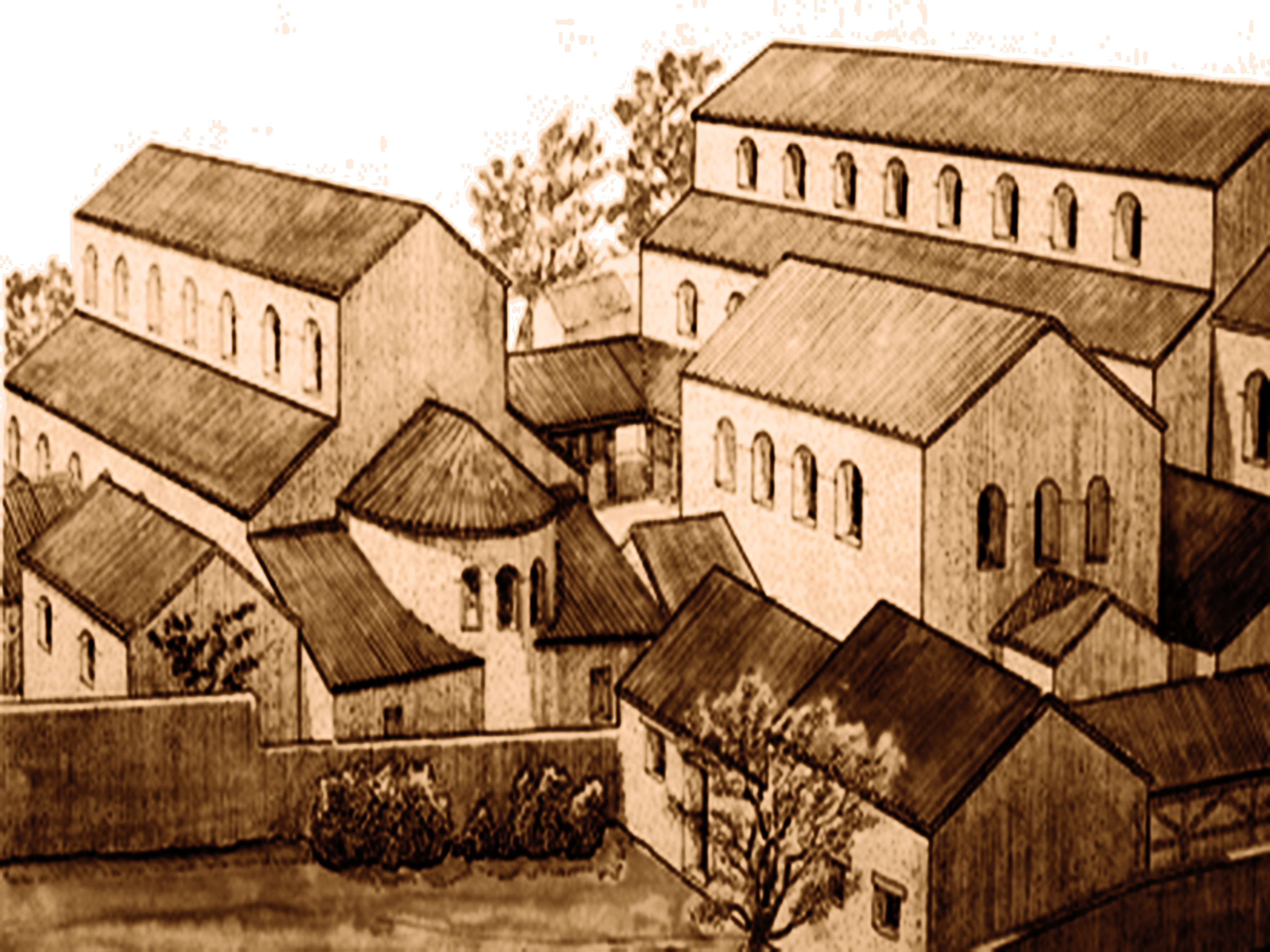
Резиденция епископов Женевы в V веке (по результатам археологических раскопок XVIII века)

Салоний (как епископ Женевы — Салоний I; также иногда Саломон; лат. Salonius; около 400 или 405—453 или около 460) — епископ Женевы в середине V веке; святой, почитаемый в Римско-католической церкви (день памяти — 28 сентября).

## Биография
Салоний родился около 400 или 405 года в семье знатного галло-римлянина Евхерия и Галлы. Его младшим братом был Веран Вансский. Упоминается также о двух сёстрах Салония: Консорсе и Туллии.
Когда Салонию исполнилось приблизительно десять лет, овдовевший к тому времени Евхерий с сыновьями переехал в Леринское аббатство. Здесь Салоний и Веран поступили в монастырскую школу, где их наставниками были святые Сальвиан, Викентий и Иларий.
Салонию его отец Евхерий посвятил написанные им комментарии к Библии (лат. «Instructionum ad Salonium libri II»), а вскоре после 439 года его наставник Сальвиан — труд «Об управлении Божием, или Провидении» (лат. «De gubernatione Dei sive de providentia»). Сохранилось также послание Сальвиана к Салонию, в котором тот объяснял причины, побудившие его написать свой труд не от своего имени, а под псевдонимом Тимофей. Самому Салонию приписывают два сочинения: комментарии к «Книге Притчей Саломоновых» и «Книге Екклесиаста». Они написаны в форме диалога с братом: Веран задаёт вопросы, а Салоний на них отвечает. Оба сочинения содержат распространённые тогда аллегорические толкования библейских сюжетов. Создание второго из этих сочинений датируют приблизительно 440 годом. Однако имеется также мнение, что, по крайней мере, часть текста этих сочинений могла быть написана в более позднее время (вплоть до IX века).
Около 434 года Евхерий занял епископскую кафедру в Лионе, сам Салоний, возможно, в 439 году или в 441 году получил Женевскую епархию, а его брат Веран около 450 года — епархию с резиденцией в Вансе. Мнение о том, что Салоний мог быть главой Вьенской, Лионской или Генуэзской епархий — ошибочно, так как в актах синодов он назван суффраганом Вьенской митрополии: «ex provincia Vienninsi civit. Genavensis, Salonius episcopus». В средневековых списках глав Женевской епархии (в том числе, в наиболее раннем из сохранившихся каталогов, созданном в XI веке при епископе Фредерике) Салоний не упоминается, но, возможно, он тождественен присутствующему там Сальвиану. В этих списках предшественником Сальвиана назван Доминий, а преемником — Кассиан, о которых ничего не известно. На этом основании предшествовавшим Салонию достоверно установленных епископом Женевы считается живший около 400 года Исаак.
Салоний участвовал в нескольких синодах иерархов Римской Галлии: церковном соборе в Оранже 8 ноября 441 года, в соборе в Везоне 13 ноября 442 года и в синоде в Арле, состоявшемся, возможно, в 451 году. На последнем из них, прошедшем под председательством архиепископа Арля Равенния, в том числе, был положен конец конфликту между епископом Теодором Фрежюсским и аббатом Фаустом Леринским, а также приняты меры против идолопоклонников и ариан.
В июне 449 года Салоний Женевский вместе со своим братом Вераном и другими ста шестнадцатью епископами подписал изданный папой римским Львом I Великим «Томос», направленный Флавиану Константинопольскому. В написанном в следующем году Салонием Женевским, Вераном Вансским и Сератом Гренобльским послании ко Льву I отправители благодарили наместника Святого Престола за твёрдость в борьбе с монофизитством, а также просили папу римского собственноручно заверить тождественность имевшейся у них копии «Томаса к Флавиану» протографу.
Из писем папы римского Льва I Великого известно, что в середине V века Женевская епархия была суффраганом Вьенской митрополии. Другими подчинёнными архиепископу Вьена епархиями в посланиях названы Валансская, Тарантезская и Гренобльская. Эти данные упоминаются в письме Льва I Великого от 5 мая 450 года, в котором папа римский провёл разделение епархий Вьенского диоцеза Западной Римской империи между Арльской и Вьенской митрополиями.
В церковных преданиях, впервые зафиксированных в 1106 году, Салонию Женевскому приписывалось восстановление базилики Святого Мартина в Эне и основание здесь монашеской общины.
Из современных Салонию источников известно, что в 443 году римская область Сабаудия с городом Женевой была передана Флавием Аэцием бургундам. Вероятно, установление над территориями вблизи Женевского озера власти короля Гундиоха проходило мирно, так как нет никаких свидетельств о конфликтах между местными жителями и новыми поселенцами. Женева стала столицей королевства бургундов, ещё одного варварского государства, образовавшегося на территории Западной Римской империи.
О жизни Салония Женевского после Арльского собора достоверных свидетельств нет. Известно, что он скончался 28 сентября, но год этого события точно неизвестен. Возможно, Салоний умер или в 453 году или около 460 года. Во всяком случае, он должен был скончаться не позднее середины 470-х годов, так как тогда женевским епископом уже был Теопласт.
Салоний Женевский почитается в Римско-католической церкви как святой. День его памяти отмечается 28 сентября, о чём сообщалось уже в «Мартирологе Иеронима». В «Римском мартирологе» Салоний первоначально упоминался как епископ Генуи, но затем эта ошибка была исправлена.